# Meir Shalev

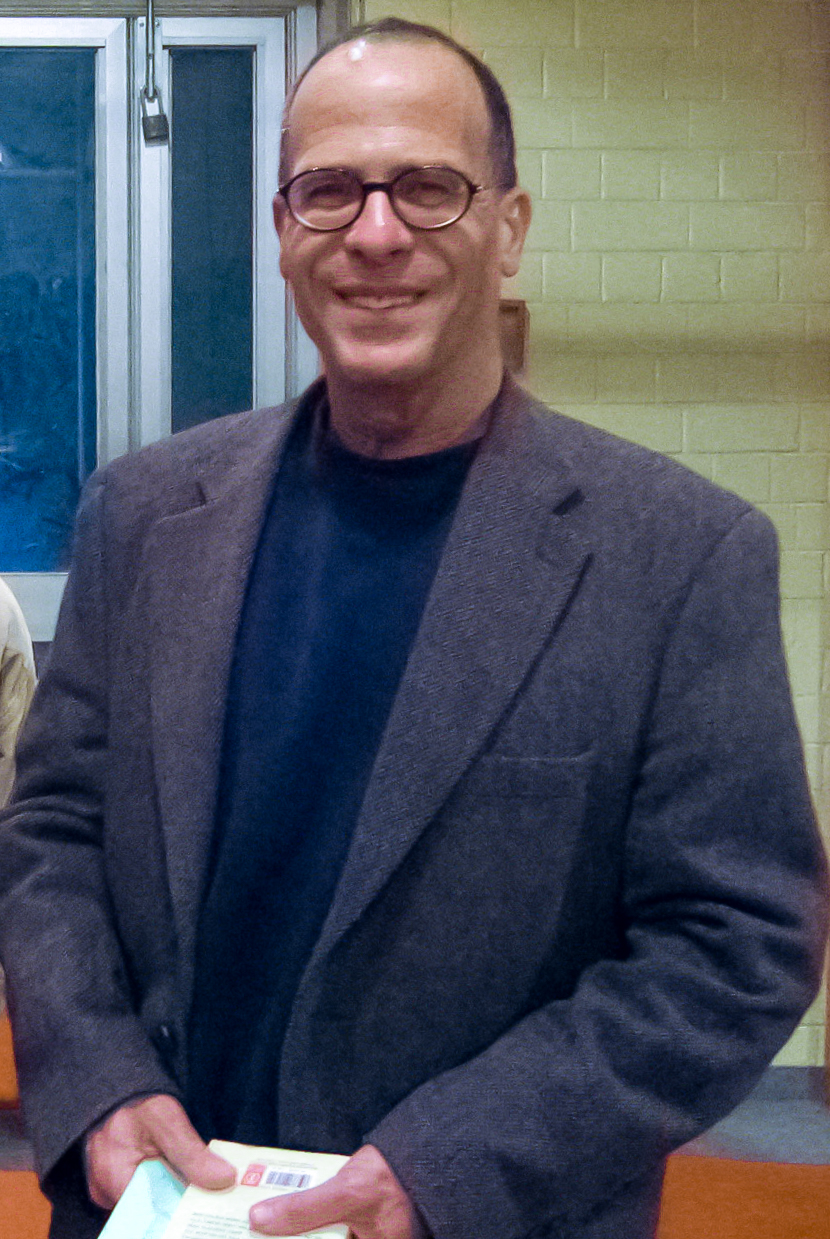
Meir Shalev, 2006

Meir Shalev (Hebreeuws: מאיר שלו) (Nahalal, 21 juli 1948 – Alonei Abba, 11 april 2023) was een Israëlische schrijver.
Hij is bekend geworden door zijn ironische sketches op de Israëlische radio en televisie. Nadat hij de televisie vaarwel zei, begon hij aan zijn schrijverscarrière. Zijn eerste boek kwam in Nederland uit in 1989 onder de titel 'Russische roman'.
Shalev schreef ook non-fictie en kinderboeken.

## Prijzen
- Juliet Club Prize (Italië)
- Chiavari (Italië)
- Entomological Prize (Israël)
- WIZO Prize (Frankrijk, Israël, Italië)
- Brenner Prize, Israëls hoogste literaire onderscheiding voor Een duif en een jongen.

## Boeken

### Fictie
- 1990 Russische roman
- 1992 De kus van Esau
- 1994 De vier maaltijden
- 1998 De grote vrouw
- 2003 Fontanel
- 2006 Een duif en een jongen
- 2010 Het zat zo
- 2014 Een geweer, een koe, een boom en een vrouw
- 2023 Vertel het niet aan je broer

### Non-fictie
- 1995 De Bijbel nu
- 1997 Vooral over de liefde
- 1998 Mijn Jeruzalem
- 2000 De geest van het verhaal
- 2011 In den beginne
- 2017 Mijn wilde tuin

### Kinderboeken
- 2001 Je schaamt je rot met zo'n vader
- 2002 Een zondvloed, een slang, een ark & een mandje

## Referentie
- (en)  Meir Shalev, capsule biography and bibliography at Institute for Translation of Hebrew Literature. Retrieved February 14, 2005.